# Єсбол (Індерський район)
Єсбо́л (каз. Есбол) — село у складі Індерського району Атирауської області Казахстану. Адміністративний центр Єсбольський сільського округу.
До 2007 року село називалось Кулагіно.
Населення — 3953 особи (2021; 4307 у 2009, 4189 у 1999, 3798 у 1989).